# Adrian Smith (muzyk)
Adrian Frederick Smith (ur. 27 lutego 1957) – muzyk rockowy, gitarzysta zespołu heavymetalowego Iron Maiden.
W 2004 roku muzyk wraz z Dave’em Murrayem został sklasyfikowany na 11. miejscu listy 100 najlepszych gitarzystów heavymetalowych wszech czasów według magazynu Guitar World.

## Życiorys
Smith pochodzi z Hackney we wschodnim Londynie. Był najmłodszy z trójki rodzeństwa.
Pierwszą pasją młodego Adriana była piłka nożna, podobnie zresztą jak w przypadku jego kolegów z zespołu, Steve’a Harrisa czy Dave’a Murraya. Kibicował drużynie Manchester United. Jednak wkrótce miejsce piłki nożnej zajęła jego nowa wielka, i jak się później okaże, długotrwała fascynacja – muzyka.
Znaczny wpływ na zainteresowanie Adriana hard rockiem miał chłopak jego starszej siostry, który pożyczał jej swoje płyty. Były wśród nich takie zespoły jak: Free, Black Sabbath czy Deep Purple. W ten sposób muzyka rockowa docierała również do Adriana. Pierwszą płytą, jaka kupił, był album zespołu Deep Purple – „Machine Head”.
W szkole poznał Dave’a Murraya, dzięki któremu postanowił rozpocząć naukę gry na gitarze. Smith porzucił szkołę w wieku 16 lat, pewien że rozpocznie karierę gwiazdy rocka.
Po rozpadzie własnego zespołu Urchin (który założył w 1972 wspólnie z Dave’em Murrayem), w 1981 roku dołączył do Iron Maiden, zajmując miejsce poprzedniego gitarzysty, Dennisa Strattona. Pierwszym albumem, jaki z nimi nagrał był Killers. Smith miał okazję rozpocząć grę w Iron Maiden wcześniej, ale odrzucił tę możliwość pragnąc rozwinąć swój zespół.
W 1989 roku Adrian zajął się solową karierą, czego owocem został A.S.A.P. (skrót od: Adrian Smith And Project), który jednak nie odniósł sukcesu. Wkrótce, w 1990 roku opuścił Maiden, a jego miejsce zajął Janick Gers. W 1996 Adrian założył zespół Psycho Motel, z którym nagrał dwie płyty „State of Mind” (1996) i „Welcome To The World” (1997). Niedługo potem Smith rozpoczął współpracę z Bruce’em Dickinsonem (wówczas byłym wokalistą Iron Maiden). Nagrał z nim kilka płyt, które zebrały bardzo wysokie noty: „Accident of Birth”, „The Chemical Wedding”, „Scream for Me Brazil”.
W 1999 Adrian Smith i Bruce Dickinson wrócili do Iron Maiden.
27 lutego 2012 ukazała się płyta projektu Primal Rock Rebellion pt. „Awoken Broken”, której współtwórcą jest Adrian Smith. Drugim współzałożycielem jest Mikee Goodman – wokalista zespołu SikTh.
Jest mężem Nathalie Dufresne, z którą ma trójkę dzieci.

## Instrumentarium
| Gitary Trasa Early Days: - Les Paul Deluxe Goldtop - Hammer Explorer (sunburst) - Ibanez Destroyer II, Candy Apple Red Trasa Beast On The Road: - Ibanez Destroyer II, Candy Apple Red - The Holy Goldtop Trasa World Piece Tour: - Ibanez Destroyer II, Candy Apple Red - Early 70's Gibson SG - Dean Baby ML Sunburst - Gibson SG Junior Trasa World Slavery Tour: - Lado Earth, Black - Lado Earth, Silver Sunburst - The Holy Goldtop Trasa Somewhere On Tour: - 1986 Jackson Super-strat - 1986 Jackson MIDI guitar - White Jackson Soloist Trasa Seventh Tour of a Seventh Tour: - 1986 Jackson Super-strat - 1988 Lado Laser MIDI - White Jackson Soloist Trasa The Untouchables: - 1986 Jackson Super-strat Trasa Accident Of Birth Tour: - The Holy Goldtop - 3 Tone Sunburst Fender Floyd Rose Classic Stratocaster - White Jackson Soloist Trasa Chemical Weddig Tour: - Jackson KV-2 - The Holy Goldtop - no.1 Sunburst Strat - Dean Baby ML Trasa Ed Hunter Tour: - Jackson KV-2 - no.1 Sunburst Strat, used for standard tuning Trasa Brave New World Tour: - no.1 Sunburst Strat - Cream HSS Stratocaster - no.2 Sunburst Strat - black Les Paul Custom Trasa Give Me Ed... Tour: - no.1 Sunburst Strat, used for standard tuning - Cream HSS Stratocaster - no.2 Sunburst Strat - Stock black Les Paul Custom Trasa Dance Of Death Tour: - no.1 Sunburst Strat - no.2 Sunburst Strat - Cream HSS Stratocaster - Stock black Les Paul Custom - 1986 Jackson Super-strat Eddie Ripps Up Tour: - no.2 Sunburst Stratocaster - Early 70's SG in brown - no.1 Sunburst Stratocaster, standard tuning - Cream HSS Strat A Matter Of Life And Death Tour: - no.1 Sunburst Stratocaster - Early 70's SG - Cream HSS Strat - Jackson Soloist Doubleneck - no.2 Sunburst Stratocaster Somewhere Back In Time Tour: - White Jackson Signature - White Jackson Signature - Early 70's SG - Jackson Soloist Doubleneck - Cream HSS Strat - no.1 Sunburst Stratocaster 2010 Final Frontier Tour: - The Holy Goldtop - White Jackson Signature - White Jackson Signature - Early 70's SG in brown, - Gold signature Jackson - 1986 Jackson Super-strat - White Jackson Signature 2011 Final Frontier Tour: - 1986 Jackson Super-strat - White Jackson Signature - The Holy Goldtop - White Jackson Signature - White Jackson Signature - Early 70's SG Maiden England Tour: - The Holy Goldtop - White Jackson Signature - White Jackson Signature - Early 70's SG - Black Les Paul Custom - Ibanez Destroyer - 1986 Jackson Super-strat - White Jackson Signature Efekty: - Dunlop Uni-Vibe Wah Controller - Yamaha MFC10 Midi Foot Controller - Digitech Whammy Pedal - Ibanez TS9 Tube Screamer - Mike Hill B.I.S. Isolation Box - ADA MP-1 Midi Preamp - DBX 160X Compressor - Marshall 9200 Dual MonoBlock Power Amp - Marshall JMP-1 Midi Preamp - TC Electronic 2290 Dynamic Digital Delay - Korg A-4 Midi Footswitch |  | Wzmacniacze i kolumny głośnikowe - 2x 300-Watt Marshall 1960A Angled-Front 4x12 Cabs - 75-Watt Celestion G12-T75 Speakers - Marshall 1960B Straight 4x12 Cabinets - 2x Marshall 30th Anniversary 6100LM 100-Watt All-Tube Heads Inne - Shure U4 Wireless Receiver - Whirlwind Multi-Selector 4-Channel Selector - Dunlop DCR-1SR Rack Wah - Peavey Tubefex Tube Preamp & Multi-Fx Unit |
| |  | |

## Dyskografia

### Iron Maiden
- Killers (1981)
- The Number of the Beast (1982)
- Piece of Mind (1983)
- Powerslave (1984)
- Live After Death (1985)
- Somewhere in Time (1986)
- Seventh Son of a Seventh Son (1988)
- Brave New World (2000)
- Rock in Rio (2002)
- Dance of Death (2003)
- Death on the Road (2005)
- A Matter of Life and Death (2006)
- The Final Frontier (2010)
- The Book of Souls (2015)
- Senjutsu (2021)

### A.S.A.P.
- Silver and Gold (1989)

### Psycho Motel
- State of Mind (1996)
- Welcome to the World (1997)

### Bruce Dickinson
- Accident of Birth (1997)
- The Chemical Wedding (1998)
- Scream for Me Brazil (1999)

### Smith/Kotzen
- Smith/Kotzen(inne języki) (2021)

## Filmografia
- Global Metal (2008, film dokumentalny, reżyseria: Sam Dunn, Scot McFadyen)[4]